# 프실록실론
프실록실론(psiloxylon, 학명: Psiloxylon mauritianum 프실록실론 마우리티아눔[*])은 프실록실론아과의 단형 족인 프실록실론족(psiloxylon族, 학명: Psiloxyloideae 프실록실로이데아이[*])의 단형 속인 프실록실론속(psiloxylon屬, 학명: Psiloxylon 프실록실론[*])에 속하는 유일한 종이다. 인도양의 마스카렌스 제도(모리셔스 및 레위니옹)에 자생한다. 껍질이 흰 상록수로, 천연 식물 정유를 함유하고 있다. 이전에는 프실록실론과(Psiloxylaceae)의 유일속 유일종으로 분류했지만, 이제는 도금양과의 기저 분류 종의 하나로 간주한다.